# 10項全能王
《十項全能》（デカスロン）是一部日本漫畫，作者是山田芳裕。1992年至1999年於週刊Young Sunday（小學館）連載。單行本全23卷。現香港天下出版社正推出復刻版。內容是以十項全能這項運動為主題的作品。